# Мавули, Эвелин
Эвелин Мавули (яп. 馬瓜エブリン Маури Эбурин, род. 2 июня 1995, Тоёхаси, Айти, Япония) — японская баскетболистка, играющая на позиции тяжёлый форвард в сборной Японии и в турнире WJBL за команду «Дэнсо Ирис».

## Биография
Родители эмигранты из Ганы. Младшая сестра Стефани Мавули, является действующей баскетболисткой команды Тойота Антилопы и сборной Японии.
Эвелин ходила в среднюю школу Сакурабана Гакуэн. В возрасте 14 лет она получила японское гражданство, чтобы участвовать в международных соревнованиях в качестве представительницы Японии.

## Карьера

### Молодёжные сборные
Мавули дебютировала на международном уровне в 2009 году на Чемпионате Азии среди девушки до 16 лет в Индии, где сборная Япония завоевала серебряную медаль. Она снова была включена в состав сборной девушек до 16 лет на Чемпионат Азии 2011 и вместе с командой Япония выиграла золото и путёвку на Чемпионат мира ФИБА среди девушек до 17 лет 2012 года в Амстердаме, Нидерланды. Япония закончила турнир на четвёртом месте, а Мавули был включена в состав сборной турнира.

### Профессиональная карьера
В 2014 году пришла в команду японской женской лиги Айсин Уингз. В 2017 году перешла в Тойота Антилопы, где начала играть вместе с сестрой.

### Сборная Японии по баскетболу
В 2014 году дебютировала в женской сборной Японии в Чемпионате Азии по баскетболу среди женщин 2014 завоевав бронзовые медали.
- 9-е место Чемпионат мира по баскетболу среди женщин 2018
- Победитель чемпионата Азии 2017, 2019, 2021
- Серебряный олимпийский призёр игр 2020 года в Токио в среднем 12,3 минуты за игру, забивала 5,8 очков за игру[4].